# Palpomyia inermicollis
Palpomyia inermicollis är en tvåvingeart som beskrevs av Jean-Jacques Kieffer 1917. Palpomyia inermicollis ingår i släktet Palpomyia och familjen svidknott.
Artens utbredningsområde är Paraguay. Inga underarter finns listade i Catalogue of Life.